# Jalen Duren
Jalen Montez Duren (ur. 18 listopada 2003 w New Castle) – amerykański koszykarz, występujący na pozycji środkowego, obecnie zawodnik Detroit Pistons.

## Osiągnięcia
Stan na 18 lutego 2024, na podstawie, o ile nie zaznaczono inaczej.
NCAA
- Uczestnik rozgrywek turnieju NCAA (2022)
- Najlepszy pierwszoroczny zawodnik konferencji American Athletic (AAC – 2022)
- Zaliczony do:
  - I składu:
    - AAC (2022)
    - najlepszych pierwszorocznych zawodników AAC (2022)
    - turnieju AAC (2022)
- Lider AAC w:
  - średniej:
    - zbiórek (2022 – 8,1)
    - bloków (2022 – 2,1)

  - liczbie bloków (2022 – 61)
- Najlepszy pierwszoroczny zawodnik kolejki konferencji AAC (22.11.2021, 20.12.2021, 7.02.2022, 14.02.2022, 28.02.2022, 7.03.2022)

NBA
- Zaliczony do II składu debiutantów NBA (2022)[5]
- Uczestnik turnieju Panini Rising Stars (2024 – Team Tamika)[6]
- Powołany do udziału w Jordan Rising Stars (2023)[a]

Reprezentacja
- Mistrz Ameryki U–16 (2019)
- Zaliczony do I składu mistrzostw Ameryki U–16 (2019)